# Lee Hamilton
Lee Hamilton (Daytona Beach, 20 april 1931) is een Amerikaans politicus. Van 1965 tot 1999 vertegenwoordigde hij de staat Indiana in het Huis van Afgevaardigden.

## Levensloop
Hamilton studeerde tot 1952 aan de DePauw Universiteit in Greencastle, Indiana, vervolgde zijn studie tot 1953 aan de universiteit van Frankfurt en vervolgens aan de universiteit van Indiana. In 1956 werd hij toegelaten tot de advocatuur.
Van 1960 tot 1963 was hij penningmeester van de jeugdorganisatie van de Democratische Partij in Bartholomew County en tot 1964 leidde hij deze organisatie tot hij dat jaar werd gekozen voor het Huis van Afgevaardigden, waarin hij vanaf 3 januari 1965 zitting nam. Hij bleef uiteindelijk aan tot 3 januari 1999, toen hij op eigen initiatief afstand deed van deze post.
Van 1985 tot 1987 leidde Hamilton het United States House Permanent Select Committee on Intelligence (Amerikaanse geheime dienstcommissie). Vervolgens was hij tot 1989 voorzitter van de commissie omtrent illegale wapenhandel met Iran en tot 1991 voorzitter van de Joint Economic Committee. Verder was hij tussen 1993 en 1995 voorzitter van het United States House Committee on Foreign Affairs (Amerikaanse buitenlandse zakencommissie).
Tussen 2002 und 2004 was Hamilton plaatsvervangend voorzitter van de onderzoekscommissie naar de toedracht van de aanslagen op 11 september 2001. Samen met Thomas Kean ontving hij hiervoor in 2005 een Four Freedoms Award in de categorie vrijwaring van vrees.
Later werkte hij nog mee als plaatsvervangend voorzitter van de Baker-commissie die door het Amerikaans Congres was ingesteld om een onafhankelijke beoordeling te geven over de situatie in Irak en aanbevelingen te geven voor toekomstige strategieën.
- Gemeinsame Normdatei: 170493903
- International Standard Name Identifier: 0000 0001 0996 5018
- Library of Congress Control Number: n88035088
- National Archives and Records Administration: 10572739
- Nationale Bibliotheek van Tsjechië: xx0083524
- Nationale Bibliotheek van Israël: 987007262338905171
- Nederlandse Thesaurus van Auteursnamen: 297352075
- Système universitaire de documentation: 094491151
- Biographical Directory of the United States Congress: H000114
- Virtual International Authority File: 85852018
- WorldCat: E39PBJgMCkbjyD7R7kmPcJWhpP